# Blanche Huber
Blanche Huber, född 1900, död 1940, var en maltesisk läkare.
Hon blev 1919 en av de två första kvinnor (den andra var Tessie Camilleri) som blev accepterades som student vid Maltas universitet, 1925 den andra kvinnan som tog examen, och den första maltesiska kvinna som blev läkare. 